# Ripresa individuale
La ripresa individuale è una forma di azione diretta che consiste nel furto di proprietà da parte di un individuo al fine di ottenere una ridistribuzione della ricchezza dai ricchi ai poveri. Questo concetto assunse particolare importanza all’inizio del XX secolo in seguito agli atti di anarchici illegalisti come Ravachol e Clément Duval, per i quali tali espropri erano legittimi a causa dello sfruttamento della società da parte dei capitalisti. Il sostegno a questa teoria è particolarmente localizzato in Francia, Belgio e Svizzera.

## Concetto
La ripresa individuale consiste nel commettere un furto, concepito come riappropriazione dei beni da parte di persone che si ritengono derubate dalle classi dominanti. L'idea è sostenuta da Sébastien Faure, ma gli intellettuali anarchici generalmente se ne allontanano.
Una frangia marginale dell’anarchismo individualista europeo considera il concetto di recupero individuale come mezzo per porre fine a quello che vedono come il furto dei lavoratori da parte dei capitalisti, dei politici e della Chiesa. L’esproprio individuale è quindi visto come legittima resistenza contro un ordine sociale ingiusto e come diritto etico alla ridistribuzione della ricchezza.

## Storia

### Origini
Nel 1840, l’anarchico francese Pierre-Joseph Proudhon scrisse Che cos’è la proprietà? ? , domanda alla quale risponde con la formula ormai famosa : « La proprietà è una rapina ! » . Proudhon ritiene quindi che la proprietà privata possa risultare soltanto dal lavoro individuale e che ogni altra ricchezza venga rubata. Questa visione dell’economia è in linea con l’idea di propaganda del russo Mikhail Bakunin, che considera la violenza fisica contro gli avversari politici come un mezzo per ispirare le masse.

### Guadagnare popolarità
La ripresa individuale prese il nome alla fine degli anni Ottanta dell'Ottocento , in particolare attraverso le rapine in banca, nonostante un calo dell'attività dopo la repressione della Comune di Parigi. Nel 1880 a Vevey e nel 1881 a Londra, congressi anarchici appoggiarono l'illegalismo e la pratica del furto come recupero da parte dei poveri di ciò che i ricchi avevano loro rubato, o espropriazione per fini di giustizia sociale. Nel 1885, Jean Grave pubblicò una critica al furto su <i id="mwMA">Le Révolté</i>, ritenendo che il ladro sia un parassita che si gode la vita senza lavorare, come il borghese, come Jules Guesde. Quanto a loro, Élisée Reclus e Paul Reclus sostengono gli anarchici illegalisti .
Nell'ottobre 1886, Clément Duval, membro della banda delle Panthères des Batignolles, fu arrestato e processato per furto con scasso. Si difende affermando di non essere un ladro, ma di essersi accontentato di ripristinare il diritto di proprietà  . Da adolescente, Marius Jacob descrive il furto come « recupero »; lui stesso viene successivamente arrestato per furto. Ridistribuiva il ricavato dei suoi furti ad attività anarchiche o alla povera gente.
I dibattiti che scaturirono dalla questione del recupero individuale portarono alla creazione dell’anarchismo individualista all’inizio del XX secolo. Due forme di individualismo anarchico si contrappongono : da una parte, la violenza armata e il recupero individuale, e dall'altra la rivolta contro le convenzioni sociali a favore della libera espressione di sé.
In Giappone, il recupero individuale era una pratica in pieno svolgimento negli anni ’20 e ’30 del 900, mentre gli antifascisti italiani esportarono l’anarco-banditismo in Argentina negli anni ’20. La Confederazione Nazionale del Lavoro ritiene che l'illegalismo sia tollerato se commesso al servizio dell'organizzazione, ma non in modo individualistico.

### Declino
Il recupero individuale è visto come un'estetizzazione della politica anarchica, ad esempio da Laurent Tailhade . Nel 1906, l'anarco-individualismo si reclutò negli ambienti artistici e l'anarchismo tendeva a diventare un'estetica più che un metodo praticabile .
Nel 1910, i membri della banda di Bonnot utilizzarono l'idea del recupero individuale per la loro difesa. Il loro arresto e processo segnarono la fine della popolarità del concetto in Francia, parallelamente ad eventi simili a Londra, e il recupero individuale scomparve quasi completamente dalle pratiche anarchiche in Europa. Rirette Maîtrejean scrive che non vede il motivo dell'illegalità dopo essere stata incarcerata per la sua partecipazione alla banda Bonnot, poiché i rischi sono molto maggiori dei vantaggi.

## Analisi
Errico Malatesta differenzia i ladri in base alla loro motivazione: «Gli anarchici ammettono il furto ? Dobbiamo distinguere chiaramente due cose. Se è un uomo che vuole lavorare e non trova lavoro e si ridurrebbe a morire di fame in mezzo alle ricchezze, è suo diritto prendere ciò di cui ha bisogno […] ]. Ma se si tratta di un furto con lo scopo di sfuggire alla necessità di lavorare, con lo scopo di accumulare capitali e vivere di esso, è chiaro : gli anarchici non ammettono la proprietà che è un furto commesso con successo, consolidato, legalizzato e utilizzato come mezzo per sfruttare il lavoro altrui.»
Il metodo del furto a scopo propagandistico è criticato da Malatesta, il quale ritiene che apra le porte alla corruzione e alla sfiducia tra compagni, facilitando lo spionaggio e le denunce. Jean Maitron afferma che il recupero individuale non costituisce alcun pericolo per l'ordine costituito, e sottopone a pesanti sanzioni coloro che vi tentano.

## Posteriori
Il personaggio di Robin Hood esegue un recupero individuale.